# 미쉘 니카스트로
미쉘 니카스트로(Michelle Nicastro, 1960년 3월 31일 ~ 2010년 11월 4일)는 미국의 텔레비전 배우, 영화배우, 가수, 성우이다.
워싱턴 D.C.에서 태어났으며 로스앤젤레스에서 사망하였다. 사인은 유방암이다.

## 영화
- 백조 공주 3 (1998년)
- 백조 공주 2 (1997년)
- 백조 공주 (1994년)
- 해리가 샐리를 만났을 때 (1989년) - 아만다 리즈 역
- 배드 가이스 (1986년) - 제니스 에드워즈 역
- 보디 록 (1984년)
- 전격 Z작전 (1982년)
- 우리 생애 나날들 (1965년)